# Климентьев, Иван Семёнович
Иван Семёнович Климентьев (1901, Нижняя Акберда, Оренбургская губерния, Российская империя — 26 декабря 1941, Алма-Ата, Казахская ССР) — советский партийный и государственный деятель, первый заместитель председателя Совета народных комиссаров Казахской ССР, кандидат в члены Бюро ЦК КП(б) Казахстана.

## Биография
Иван Семёнович Климентьев родился в 1901 году в селе Нижняя Акберда Оренбургской губернии. С 1918 года начал службу в Рабоче-крестьянской Красной армии (РККА) и продолжал её до 1922 года, когда был ранен и отправлен на лечение. В 1921 году поступил на Московские военно-пехотные курсы РККА, завершив там обучение.

### Образование
С 1923 по 1926 год Климентьев был слушателем Киргизской областной — Казахской краевой школы советского и партийного строительства. 
В дальнейшем он продолжил образование и в 1934–1937 годах учился во Всесоюзной Академии Социалистического Земледелия.

### Партийная и государственная деятельность
После завершения лечения в 1922 году Климентьев начал активную партийную деятельность. 
1926–1928 — заместитель заведующего, заведующий Агитационно-пропагандистским отделом Талды-Курганского уездного комитета ВКП(б) в Джетысуйской губернии.
1928 — заведующий Агитационно-пропагандистским отделом Талды-Курганского районного комитета ВКП(б) (Алма-Атинский округ).
1929 — заведующий Талды-Курганским районным отделом народного образования (Алма-Атинский округ).
1929–1930 — ответственный секретарь Талды-Курганского районного комитета ВКП(б) (Алма-Атинский округ).
1930 — последовательно занимал посты ответственного секретаря Иссыкского, Калининского и Лепсинского районных комитетов ВКП(б) в Казахской АССР.
1933 — первый секретарь Талды-Курганского районного комитета ВКП(б) (Алма-Атинская область).
1933–1934 — заместитель заведующего Алма-Атинским областным земельным отделом.
1937–1938 — заведующий Сельскохозяйственным отделом Алма-Атинского областного комитета КП(б) Казахстана.
1938 — второй секретарь Актюбинского областного комитета КП(б) Казахстана.
Июль 1938–1939 — заместитель председателя СНК Казахской ССР.
1939– декабрь 1941 — первый заместитель председателя СНК Казахской ССР . 
1940–1941 — кандидат в члены Бюро ЦК КП(б) Казахстана.
Депутат Верховного Совета Казахской ССР I созыва (1938—1946) от Актюбинского городского избирательног округа № 108.

### Гибель
Иван Семёнович Климентьев погиб 26 декабря 1941 года в результате авиационной катастрофы недалеко от Алма-Аты.

### Награды
15 февраля 1939 года за значительные достижения в сельском хозяйстве, особенно в области животноводства, и перевыполнение плана по зерну, Климентьев был награждён орденом Трудового Красного Знамени.